# Chapelle de Clisson
Pour les articles homonymes, voir Chapelle des Templiers.
La chapelle de Clisson, également désignée la Madeleine du Temple, est une église située dans le département français du Loire-Atlantique, sur la commune de Clisson. Elle date de la fin du XIIe siècle, et a été construite dans le style roman, pour une commanderie templière avant de devenir une commanderie hospitalière. Celle-ci se composait, en plus de l'église, d'un manoir, du moulin de Plessard, de terres cultivées et d'un cimetière.

## Localisation
Ce qui reste de l'édifice se situe dans le quartier de la Madeleine, impasse de la commanderie.

## Description
Ce monument date de la fin du XIIe siècle, et est composé d'une nef, d'un chœur et d'une abside, le tout voûté et orienté vers le Sud-Est.
La chapelle primitive est précédée d'un bâtiment moins élevé, ajouté après coup, et qui n'était pas voûté. Cette première nef attribuable à la fin du XVe siècle, donc plus récente que la chapelle, mesure 8,45 m de longueur, sur 6,45 m de largeur. Le pignon de sa façade fait 8,50 m de hauteur. On y entre par une porte en arc brisé. Dans le flanc gauche ou Nord-Est, est percée une fenêtre en arc brisé, à meneaux de la fin du XVe siècle, et le mur d'en face en ruine, devait présenter une fenêtre semblable. La couverture de ce bâtiment ne subsiste plus.
On entre dans l'église romane par une ouverture en arc brisé, entre deux contreforts très simples. La baie d'entrée est large de 3,09 m, et sa hauteur, jusqu'au sommet de son arc brisé, est de 4,80 m environ. Au-dessus de la baie d'entrée, est percée une petite fenêtre en plein cintre, étroite et ébrasée, sans ornement. Au-dessus du pignon à double rampant de la façade romane, s'élève un petit campanile à deux baies cintrées. Les retombées de ses deux cintres sont supportées par trois courts piliers rectangulaires. Les campaniles de ce genre, se rencontrent en particulier sur les églises construites par les Templiers.
Seize modillons sculptés très effrités ornent le pourtour de l'abside. La nef se compose de trois travées, voûtées en arc brisé sans nervures, et séparées l'une de l'autre par quatre doubleaux à coupe rectangulaire. Le chœur, plus bas et plus étroit que la nef dont elle est séparée par un arc diaphragme à double voussure légèrement brisé, est aussi voûté en arc brisé, sans nervures.
Dans l'abside, une pierre tombale est posée à terre, sur laquelle est sculpté un abacus, c'est-à-dire un bâton surmonté non d'une croix ancrée, mais d'une croix pattée inscrite dans un orle ou cercle.
La chapelle des Templiers est classée au titre des Monuments Historiques depuis 1975 et appartient à la ville de Clisson depuis 1962.

## Historique
Elle est attestée à Clisson avant 1213, et faisait partie de la commanderie de Mauléon, diocèse de Maillezais, puis de la Commanderie de La Rochelle, en Poitou.
En 1794, la Commanderie de Clisson fut entièrement ravagée par les colonnes infernales, comme toute la ville elle-même.